# 山東壽
山東 壽（さんとう ひさし、1874年（明治7年）2月15日 - 1930年（昭和5年）3月27日）は、三重県生まれの政治家。

## 経歴
- 1874年 （明治7年）- 三重県熊野市に生まれる。
- 1884年（明治17年）〜1890年（明治23年）- 桃崎学校、東京帝国大学に在籍。
- 1907年 （明治40年）- 五郷村助役に就任する。
- 1911年 （明治44年）- 五郷村村長に就任する。
- 1915年（大正4年） - 南牟婁郡郡会議員に就任する。
- 1930年（昭和5年） - 死去。